# Medalha de Honra Grande Lótus
A Medalha de Honra Grande Lótus (em chinês:  大蓮花榮譽勳章) é a mais elevada condecoração macaense, atribuída desde 2001 pelo governo da Região Administrativa Especial de Macau, em reconhecimento às contribuições significativas para a Região Administrativa Especial de Macau da República Popular da China.

## Lista de galardoados
| Ano  | Galardoados          |
| ---- | -------------------- |
| 2001 | Ma Man Kei           |
| 2001 | Tong Seng Chiu       |
| 2002 | Ke Zheng Ping        |
| 2003 | Susana Chou          |
| 2006 | Chui Tak Kei         |
| 2007 | Stanley Ho           |
| 2007 | Leong Sut U          |
| 2009 | Lei Seng Chon        |
| 2009 | Hoi Sai Iun          |
| 2010 | Edmund Ho Hau-wah    |
| 2012 | Lao Kuong Po         |
| 2013 | Lau Cheok Va         |
| 2020 | Fernando Chui Sai-on |
| 2020 | Zhong Nanshan        |